# Alexis Kreyder
Alexis Kreyder, né à Andlau le 21 octobre 1839, mort à Paris le 17 mars 1912, est un peintre français.

## Biographie
Peintre réputé pour ses natures mortes de fleurs et de fruits, Alexis Kreyder est l'élève d'Eugène Laville (1814-1869) à Strasbourg en 1855, puis de Georges Zipélius (en) (1808-1890), et Fuchs associés à Mulhouse.
Il s'installe à Paris en 1859 et travaille pendant deux à trois ans pour l'industrie. Entre 1863 et 1864 il travaille chez Théodore Rousseau à Barbizon pour l'aider dans ses travaux décoratifs pour le prince Demidoff.
Alexis Kreyder participe à son premier Salon en 1863 et y expose pendant les trois décennies suivantes. Il reçoit des médailles en 1869, une médaille de 2e classe en 1884 et une médaille d'argent à l'Exposition universelle de 1889.
Au moment de la scission du Salon officiel, en 1890, il quitte la Société des artistes français pour adhérer à la Société nationale des beaux-arts.
Alexis Kreyder est nommé chevalier de la Légion d'honneur en 1896.
Plusieurs de ses tableaux se trouvent dans les musées alsaciens, à Colmar, Mulhouse et Strasbourg.

## Œuvres exposées au Salon
- Rosier blanc, Salon de 1863
- Fleurs et fruits, Salon de 1864
- Offrande à Bacchus, Salon de 1865
- Fleurs, Salon de 1866

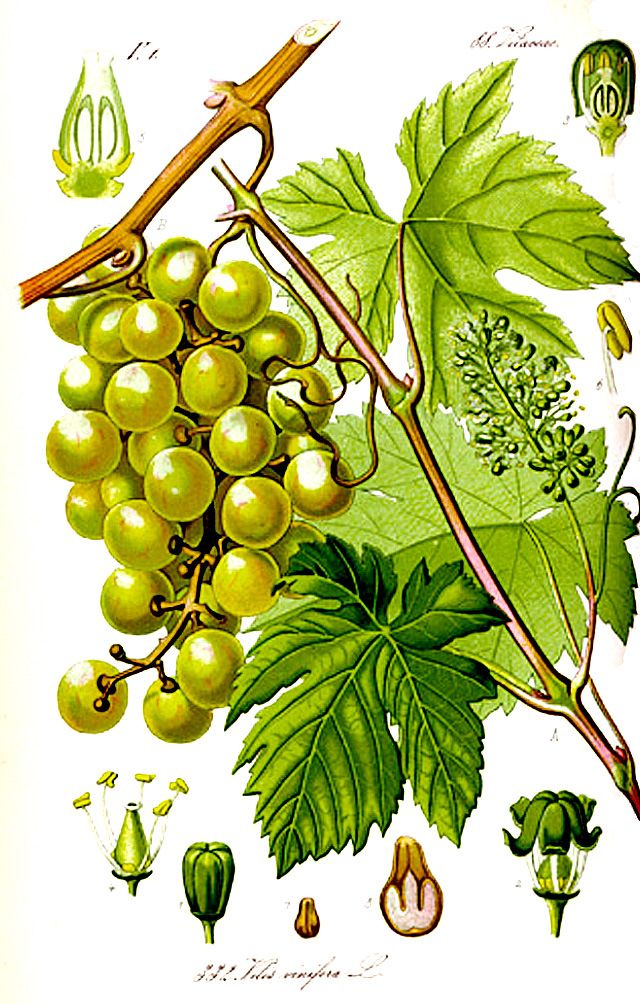
Raisin et feuille de vigne (ill. pour Ampélographie. Traité général de viticulture (1909)

- Un rosier en automne, Salon de 1867
- Raisins ou Offrande à Bacchus, Salon de 1868, musée Anne-de-Beaujeu, Moulins[3]
- Une source, Salon de 1869
- Fleurs des champs, Salon de 1870
- Pommier en fleurs, Salon de 1872
- Une vigne, Salon de 1873
- Roses, Salon de 1873
- Raisins, Salon de 1874
- Pêches, Salon de 1874
- Au bord d'un champ de blé, Salon de 1874
- Un bouquet de roses, Salon de 1875
- Lilas, Salon de 1875
- Raisins, Salon de 1875
- Au bord d'un ruisseau, Salon de 1876
- Corbeille de raisins, Salon de 1877
- Cerisier double en fleurs, Salon de 1878
- Églantier en fleurs, Salon de 1878
- Raisins, Salon de 1879
- Roses trémières, Salon de 1879
- Un ruisseau en Alsace, Salon de 1880
- Lilas, Salon de 1880
- Potiron et tomates, Salon de 1881
- Roses trémières, Salon de 1881
- Au bord d'un champ de blé, Salon de 1882
- Prunes, Salon de 1882